# Bryan's Corner
Bryan's Corner (ou Bryans Corner) est une localité non constituée en municipalité dans le comté de Beaver, dans l'Oklahoma, aux États-Unis. Elle est située à 9 milles (14 km) au nord de la frontière de l'État du Texas et à 18 milles (29 km) au sud de Turpin, à l'intersection de l'U.S. Route 83 et de l'U.S. Route 412 / SH-3 dans la partie sud-ouest du comté dans la communauté de Balko.
C'est à cet endroit que l'on retrouve la caserne de Balko ainsi qu'un restaurant. 